# Palmorchis imuyaensis
Palmorchis imuyaensis är en orkidéart som beskrevs av Dodson och Gustavo Adolfo Romero. Palmorchis imuyaensis ingår i släktet Palmorchis och familjen orkidéer. Inga underarter finns listade i Catalogue of Life.